# Huelma
Huelma er en by og kommune i det sydlige Spanien i provinsen Jaén. Den har et indbyggertal på 5.522 (2024) indbyggere.